# Kavyl vláskovitý
Kavyl vláskovitý (Stipa capillata) je vysoká trsnatá tráva z čeledě lipnicovitých.

## Rozšíření
Roste ve střední a jižní Evropě, na východě se areál jeho výskytu rozkládá v okolí Kavkazu, ve Střední Asii, v Indii, Pákistánu, na Sibiři, Mongolsku a Číně. Druhotně byl zavlečen do Severní Ameriky. Roste na kamenitých stráních, loukách a hlavně v suchých asijských stepích, kde vyrůstá na velikých plochách. V Česku je nejhojnějším druhem z rodu kavyl.

## Popis
Vytrvalá hustě trsnatá tráva se stébly dlouhými 30 až 100 cm je barvy šedě zelené. Kolénka (nejčastěji 4) má ukryta v pochvách. Pochvy jsou hladké, spodní bývají delší než internodia. Tenké, úzké listy jsou na vnitřní straně hustě chlupaté, na vnější lysé. Čárkovité přízemní listy 30 až 50 cm dlouhé a jen 1,5 mm široké jsou za suchého počasí mnohdy svinuté (aby se snížil odpar vody) a za vlhka se rozevírají. Stébelnaté listy široké 3 až 10 mm jsou podobné listům přízemním, nejhořejší z nich v počátku uzavírá v břichaté pochvě celé květenství, později jen jeho dolejší část.
Řídká jednostranná lata od 10 do 25 cm dlouhá je tvořena oblými, kopinatými, žlutavě zelenými nebo šedými klásky. Jednokvěté klásky dlouhé 2,5 až 3,5 cm, mají dvě úzké, ve vláskové osiny protažené plevy a dvě pluchy kterým z báze vybíhají prohýbané, částečně stočené, lysé nebo jemně chlupaté, 10 až 20 cm dlouhé nepérovité osiny. Mezi úzce kopinatými pluchami o délce asi 15 mm vyrůstá kvítek mající místo okvětí tři kopinaté šupinky, tři tyčinky s prašníky které jsou na vrcholu vousaté a svrchní semeník se dvěma pérovitými bliznami. Stébla přetrvávají přes zimu do příštího roku a mnohdy i s nevypadavými semeny. Kavyl vláskovitý kvete v červenci až srpnu.
Plodem je podlouhlá, v ztvrdlých osinatých pluchách ukrytá obilka. Dlouhé drsné osiny nepravidelně zakroucené jsou silně hydroskopické, změnou vlhkosti se stáčejí a pomáhají tak obilkám hlouběji se zavrtat do půdy. Osiny se také zachycují zvířatům za srst a ta je roznášejí po okolí, jinak semena rozsévá vítr. 

## Ohrožení
V Česku a na Slovensku si kavyl vláskovitý pro svůj růst vybírá výslunné, suché prostory na úbočí terénních vyvýšenin, hlavně v teplejších polohách Čech i Moravy, místy tam roste až hojně. Přesto v Česku patří ke vzácnějším rostlinám a v „Černém a červeném seznamu cévnatých rostlin České republiky“ je zařazen mezi sice méně ohrožené, ale další pozornost vyžadující druhy (C4a–LR).